# مارك كيلسو
مارك كيلسو (بالإنجليزية: Mark Kelso)‏ هو لاعب كرة قدم أمريكية أمريكي، ولد في 23 يوليو 1963.

## وصلات خارجية
- مارك كيلسو على موقع مرجع كرة القدم المحترفة.كوم (الإنجليزية)